# Lasiopogon bivittatus
Lasiopogon bivittatus är en tvåvingeart som beskrevs av Friedrich Hermann Loew 1866. Lasiopogon bivittatus ingår i släktet Lasiopogon och familjen rovflugor. Inga underarter finns listade i Catalogue of Life.